# Point singulier régulier
En mathématiques, dans la théorie des équations différentielles ordinaires sur le plan complexe {\displaystyle \mathbb {C} }, les points de {\displaystyle \mathbb {C} } sont classés en points ordinaires, pour lesquels les coefficients de l'équation sont des fonctions analytiques, et en points singuliers, pour lesquels un coefficient a une singularité. Ensuite, parmi les points singuliers, une distinction importante est faite entre un point singulier régulier, où la croissance des solutions est limitée (dans tout secteur de petite taille) par une fonction algébrique, et un point singulier irrégulier, où l'ensemble complet des solutions nécessite des fonctions avec un taux de croissance plus élevé. Cette distinction se produit, par exemple, entre l'équation hypergéométrique, à trois points singuliers réguliers, et l'équation de Bessel qui est en un sens un cas limite du premier, mais où les propriétés analytiques sont sensiblement différentes.

## Définitions formelles
Plus précisément, on considère une équation différentielle linéaire ordinaire d'ordre n{\displaystyle f^{(n)}(z)+\sum _{i=0}^{n-1}p_{i}(z)f^{(i)}(z)=0}où pi(z) sont des fonctions méromorphes.
L'équation doit être étudiée sur la sphère de Riemann pour inclure le point à l'infini comme point singulier possible. Une transformation de Möbius peut être appliquée pour déplacer les points à l'infini dans la partie finie du plan complexe si nécessaire, voir l'exemple sur l'équation différentielle de Bessel ci-dessous.
Ensuite, la méthode de Frobenius basée sur l'équation indicielle peut être appliquée pour trouver des solutions possibles qui sont des séries entières multipliées par des puissances complexes (z − a)r proches de tout a donné dans le plan complexe où r n'a pas besoin d'être un nombre entier ; cette fonction ne peut donc exister que grâce à une branche coupée s'étendant depuis a, ou sur une surface de Riemann d'une couronne autour de a . Cela ne présente aucune difficulté pour a étant un point ordinaire ( Lazarus Fuchs 1866). Quand a est un point singulier régulier, ce qui signifie par définition que{\displaystyle p_{n-i}(z)}a un pôle d'ordre au plus i en a, la méthode de Frobenius peut également fonctionner et fournir n solutions indépendantes proches de a .
Sinon le point a est une singularité irrégulière . Dans ce cas, le groupe de monodromie reliant les solutions par prolongement analytique a moins à dire en général, et les solutions sont plus difficiles à étudier, sauf en termes de leurs développements asymptotiques. L'irrégularité d'une singularité irrégulière se mesure par le rang de Poincaré ( Arscott (1995) ).
La condition de régularité est une sorte de condition de polygone de Newton, dans le sens où les pôles autorisés se trouvent dans une région, lorsqu'elle est tracée par rapport à i, délimitée par une ligne à 45° par rapport aux axes.
Une équation différentielle ordinaire dont les seuls points singuliers, y compris le point à l'infini, sont des points singuliers réguliers est appelée équation différentielle ordinaire fuchsienne.

## Exemples d'équations différentielles du second ordre
Dans ce cas, l’équation ci-dessus se réduit à :{\displaystyle f''(x)+p_{1}(x)f'(x)+p_{0}(x)f(x)=0.}On distingue les cas suivants :
- Le point a est un point ordinaire lorsque les fonctions p1(x) et p0(x) sont analytiques en x = a .
- Le point a est un point singulier régulier si p1(x) a un pôle jusqu'à l'ordre 1 en x = a et p0 a un pôle d'ordre jusqu'à 2 en x = a .
- Sinon le point a est un point singulier irrégulier.

On peut vérifier s'il existe un point singulier irrégulier à l'infini en utilisant la substitution {\displaystyle w=1/x} et les relations :{\displaystyle {\frac {\mathrm {d} f}{\mathrm {d} x}}=-w^{2}{\frac {\mathrm {d} f}{\mathrm {d} w}}}{\displaystyle {\frac {\mathrm {d} ^{2}f}{\mathrm {d} x^{2}}}=w^{4}{\frac {\mathrm {d} ^{2}f}{\mathrm {d} w^{2}}}+2w^{3}{\frac {\mathrm {d} f}{\mathrm {d} w}}}On peut ainsi transformer l'équation en une équation en w, et vérifier ce qui se passe en w = 0 . Si {\displaystyle p_{1}(x)} et {\displaystyle p_{2}(x)} sont des quotients de polynômes, alors il y aura un point singulier irrégulier à l'infini à moins que le polynôme au dénominateur de {\displaystyle p_{1}(x)} est de degré au moins le degré de son numérateur augmenté de 1 et du dénominateur de {\displaystyle p_{2}(x)} est de degré le degré de son numérateur augmenté de 2.
La suite de l'article donne plusieurs exemples d'équations différentielles ordinaires de la physique mathématique qui ont des points singuliers et des solutions connues.

### Équation différentielle de Bessel
Il s’agit d’une équation différentielle ordinaire du second ordre. On la trouve dans la solution de l'équation de Laplace en coordonnées cylindriques :{\displaystyle x^{2}{\frac {\mathrm {d} ^{2}f}{\mathrm {d} x^{2}}}+x{\frac {\mathrm {d} f}{\mathrm {d} x}}+(x^{2}-\alpha ^{2})f=0}pour un nombre arbitraire réel ou complexe α (qu'on appelle l'ordre de la fonction de Bessel). Le cas particulier le plus courant et le plus important est celui où α est un entier n .
En divisant cette équation par x2, on obtient :{\displaystyle {\frac {\mathrm {d} ^{2}f}{\mathrm {d} x^{2}}}+{\frac {1}{x}}{\frac {\mathrm {d} f}{\mathrm {d} x}}+\left(1-{\frac {\alpha ^{2}}{x^{2}}}\right)f=0.}Dans ce cas p1(x) = 1/x a un pôle du premier ordre en x = 0 . Lorsque α ≠ 0, p0(x) = (1 − α2/x2) a un pôle du second ordre en x = 0 . Cette équation a donc une singularité régulière en 0.
Pour voir ce qui se passe lorsque x → ∞ il faut utiliser une transformation de Möbius, par exemple {\displaystyle x=1/w}. Après calcul, on a :{\displaystyle {\frac {\mathrm {d} ^{2}f}{\mathrm {d} w^{2}}}+{\frac {1}{w}}{\frac {\mathrm {d} f}{\mathrm {d} w}}+\left[{\frac {1}{w^{4}}}-{\frac {\alpha ^{2}}{w^{2}}}\right]f=0}Maintenant en {\displaystyle w=0},{\displaystyle p_{1}(w)={\frac {1}{w}}}a un pôle du premier ordre, mais{\displaystyle p_{0}(w)={\frac {1}{w^{4}}}-{\frac {\alpha ^{2}}{w^{2}}}}a un pôle du quatrième ordre. Ainsi, cette équation a une singularité irrégulière à {\displaystyle w=0} correspondant en x vers l'infini.

### Équation différentielle de Legendre
Il s’agit d’une équation différentielle ordinaire du second ordre. On la retrouve dans la solution de l'équation de Laplace en coordonnées sphériques :{\displaystyle {\frac {\mathrm {d} }{\mathrm {d} x}}\left[(1-x^{2}){\frac {\mathrm {d} }{\mathrm {d} x}}f\right]+\ell (\ell +1)f=0.}Le développement donne :{\displaystyle \left(1-x^{2}\right){\mathrm {d} ^{2}f \over \mathrm {d} x^{2}}-2x{\mathrm {d} f \over \mathrm {d} x}+\ell (\ell +1)f=0.}Et en divisant par (1 − x2) :{\displaystyle {\frac {\mathrm {d} ^{2}f}{dx^{2}}}-{\frac {2x}{1-x^{2}}}{\frac {\mathrm {d} f}{\mathrm {d} x}}+{\frac {\ell (\ell +1)}{1-x^{2}}}f=0.}Cette équation différentielle a des points singuliers réguliers en ±1 et à l'infini.

### Équation différentielle d'Hermite
On rencontre cette équation différentielle ordinaire du second ordre lors de la résolution de l'équation de Schrödinger unidimensionnelle indépendante du temps.{\displaystyle E\psi =-{\frac {\hbar ^{2}}{2m}}{\frac {\mathrm {d} ^{2}\psi }{\mathrm {d} x^{2}}}+V(x)\psi }pour un oscillateur harmonique. Dans ce cas l'énergie potentielle V(x) est :{\displaystyle V(x)={\frac {1}{2}}m\omega ^{2}x^{2}.}Cela conduit à l’équation différentielle ordinaire du second ordre suivante :{\displaystyle {\frac {\mathrm {d} ^{2}f}{\mathrm {d} x^{2}}}-2x{\frac {\mathrm {d} f}{\mathrm {d} x}}+\lambda f=0.}Cette équation différentielle a une singularité irrégulière à l'infini. Ses solutions sont des polynômes d'Hermite.

### Équation hypergéométrique
L'équation peut être définie comme{\displaystyle z(1-z){\frac {\mathrm {d} ^{2}f}{\mathrm {d} z^{2}}}+\left[c-(a+b+1)z\right]{\frac {\mathrm {d} f}{\mathrm {d} z}}-abf=0.}En divisant les deux côtés par z(1 − z) on obtient :{\displaystyle {\frac {\mathrm {d} ^{2}f}{\mathrm {d} z^{2}}}+{\frac {c-(a+b+1)z}{z(1-z)}}{\frac {\mathrm {d} f}{\mathrm {d} z}}-{\frac {ab}{z(1-z)}}f=0.}Cette équation différentielle a des points singuliers réguliers en 0, 1 et l'infini. Une solution est la fonction hypergéométrique.